# Microlipophrys nigriceps
Microlipophrys nigriceps е вид бодлоперка от семейство Blenniidae. Видът не е застрашен от изчезване.

## Разпространение
Разпространен е в Албания, Алжир, Босна и Херцеговина, Гърция (Егейски острови и Крит), Израел, Испания, Италия (Сардиния и Сицилия), Кипър, Ливан, Малта, Монако, Палестина, Сирия, Словения, Турция, Франция (Корсика), Хърватия и Черна гора.

## Описание
На дължина достигат до 4,3 cm.